# Тета Южной Рыбы
Тета Южной Рыбы (Theta PsA, θ Piscis Austrini, θ PsA) — звезда в созвездии Южной Рыбы. Видимая звёздная величина +5.02 (видна невооружённым глазом). Находится на расстоянии 339 световых лет от Солнца.